# Eurycotis bahamensis
Eurycotis bahamensis är en kackerlacksart som beskrevs av Rehn, J. A. G. 1906. Eurycotis bahamensis ingår i släktet Eurycotis och familjen storkackerlackor. Inga underarter finns listade i Catalogue of Life.